# Insat 3E
Insat 3E – satelita komunikacyjny zbudowany przez Indyjską Organizację Badań Kosmicznych (ISRO), czwarty z serii Insat-3. Wystrzelony został 27 września 2003 z należącego do Europejskiej Agencji Kosmicznej kompleksu startowego ELA-3 w Gujańskim Centrum Kosmicznym (Kourou, Gujana Francuska) na pokładzie rakiety nośnej Ariane 5G V162 wraz z satelitą Eurobird 3 zbudowanym przez Eutelsat oraz sondą księżycową SMART-1 należącą do ESA. Konfiguracja startowa tej rakiety była następująca: bezpośrednio na drugim stopniu rakiety umieszczono sondę SMART-1, Eurobird 3 umieszczony był na adapterze ACU, pod którym ukryto SMART-1, później dodany został adapter SYLDA wraz z Insatem 3E.
Satelita został umieszczony na orbicie geostacjonarnej na pozycji 55°E.
Insat 3E został zaprojektowany w celu zapewnienia szybkiej komunikacji i  nadawania telewizji satelitarnej w systemie VSAT na terytorium Indii, głównie kanałów edukacyjnych dla biednej części społeczeństwa.